# Foix (rivière)
Pour les articles homonymes, voir Foix (homonymie).
La Foix (prononcer foch [fɔʃ]) est une petite rivière dans la province de Barcelone, en Catalogne (Espagne).

## Géographie
Le Foix prend sa source dans la chaîne de montagne côtière Serralada Prelitoral Catalana, dans la municipalité catalane La Llacuna. Elle se jette dans la mer Méditerranée, dans la commune de Cubelles (Garraf). La rivière parcourt au total 41 kilomètres, en traversant le littoral et la montagne sur un dénivelé de 800 mètres. Son régime hydrologique est typiquement méditerranéen avec de très fortes variations saisonnières. La débit est généralement faible, sauf pendant les épisodes de fortes pluies au printemps et surtout en automne.
Le lac de Foix est un réservoir construit en 1928, et situé dans la commune de Castellet i la Gornal. C'est pourquoi l'embouchure de la rivière Foix, à Cubelles, est la plupart du temps une zone humide. La ville en a toutefois tiré un avantage touristique.

## Principales villes traversés
La rivière Foix traverse quatre communes de Catalogne, en Espagne :
- Santa Margarida i els Monjos
- Sant Martí Sarroca
- Castellet i la Gornal
- Cubelles

## Principaux affluents
Les principaux affluents de la rivière Foix sont les suivants :
- Pontons Stream
- Stream Vilobí
- Stream Marmellar